# Varberg (stad)
Varberg is de hoofdplaats van de gelijknamige gemeente in de provincie Hallands län in Zweden. Varberg heeft 26041 inwoners (2005) op een oppervlakte van 1316 hectare.

## Geschiedenis
Een burcht genaamd Varberg (toen beschreven als Wardbergh, vertaald als uitkijkheuvel) werd gebouwd rond 1280 als onderdeel van een ketting van militaire nederzettingen langs de kust, in wat toen nog Deens gebied was. In het midden van de 14e eeuw, nam een naburige nederzetting 'Getakarr' 1 kilometer noordwaarts van de burcht de naam over. Vanaf 1400 verhuisde de nederzetting met haar bewoners nog eens vijf kilometer noordwaarts. De plaats werd compleet verwoest in het begin van de 17e eeuw en weer opgebouwd in de nabijheid van de oude burcht. In 1645 werd de provincie Halland (waar binnen Varberg lag) teruggegeven vanuit Denemarken aan Zweden door het Verdrag van Brömsebro voor een periode van 30 jaar. Het had rond die periode 600 inwoners. Dit verdrag werd permanent na de Vrede van Roskilde in 1658. De plaats werd opnieuw verplaatst na een brand in 1666 naar een locatie waar de stad tot dag van vandaag nog staat. De stad werd opnieuw verwoest door een grote brand in 1863 en werd opnieuw opgebouwd met stenen en bakstenen. In 1890 besloeg het inwoner aantal 4000 en met de opkomst van de industrie tijdperk reikte het tot 8500 inwoners in 1930. Door een gemeente hervorming in 1971 werd Varberg de zetel van het gemeente bestuur van een veel groter gebied genaamd Varberg (gemeente) met een inwoner aantal van 56.000 inwoners.

## Bezienswaardigheden
Varberg Vesting is het meest historisch bouwwerk in de omgeving. Het werd gebouwd circa 1280 en is opgenomen in het UNESCO werelderfgoed. Het is te bezoeken in de zomerperiode.
In Grimeton, in de buurt van Varberg, is het Radiostation van Grimeton, ook opgenomen in de Werelderfgoedlijst.

## Verkeer en vervoer
Bij de plaats lopen de E6/E20, Riksväg 41 en Länsväg 153.
De plaats heeft een station aan de spoorlijnen Göteborg - Malmö, Göteborg Hallands Järnväg, Viskadalsbanan en Mellersta Hallands Järnväg.

## Geboren
- Kate Jobson (1937), zwemster
- Ann-Christin Hellman (1955), tafeltennisspeelster
- Johan Edfors (1975), golfer
- Susanne Ljungskog (1976), wielrenner
- Stefan Selakovic (1977), voetballer

## Zustersteden
- Karlovy Vary